# 보훈심사위원회
보훈심사위원회(訴請審査委員會)는 대한민국 국가보훈부의 소속기관이다. 1985년 1월 1일 발족하였으며, 세종특별자치시 가름로 232 세종비즈니스센터 4층에 위치하고 있다. 위원장은 고위공무원단 가등급에 속하는 임기제공무원으로, 상임위원은 고위공무원단 나등급에 속하는 임기제공무원으로 보한다.

## 설치 근거 및 소관 사무

### 설치 근거
- 「국가유공자 등 예우 및 지원에 관한 법률」 제74조의5제1항[3]

### 소관 사무
- 「국가보훈 기본법」 제3조제2호에 따른 국가보훈대상자 중 보훈심사위원회의 심의·의결을 거치도록 규정된 사람의 등록 요건의 인정 여부에 관한 사항의 심의·의결
- 「국가유공자 등 예우 및 지원에 관한 법률」 제6조의4에 따른 상이정도의 판정에 관한 사항의 심의·의결
- 「국가유공자 등 예우 및 지원에 관한 법률」 제6조의5제1항에 따른 상이의 추가인정 여부에 관한 사항의 심의·의결
- 「국가유공자 등 예우 및 지원에 관한 법률」 제9조에 따른 권리소멸의 확인에 관한 사항의 심의·의결
- 「국가유공자 등 예우 및 지원에 관한 법률」 제13조제2항제1호에 따른 국가유공자를 주로 부양하거나 양육한 사람의 확인에 관한 사항의 심의·의결
- 「국가유공자 등 예우 및 지원에 관한 법률」 제74조의10에 따른 재심의에 관한 사항의 심의·의결
- 「국가유공자 등 예우 및 지원에 관한 법률」 제74조의11에 따른 행위규범과 그 운영에 관한 사항의 심의·의결
- 「국가유공자 등 예우 및 지원에 관한 법률」 제74조의14제2항에 따른 위원의 기피에 관한 사항의 심의·의결
- 「국가유공자 등 예우 및 지원에 관한 법률」 제74조의18에 따른 이의신청에 관한 사항의 심의·의결
- 「국가유공자 등 예우 및 지원에 관한 법률」 제75조제3항에 따른 보훈급여금 등의 결손처분에 관한 사항의 심의·의결
- 「국가유공자 등 예우 및 지원에 관한 법률」 제76조에 따른 보훈급여금 등의 반환의무 면제에 관한 사항의 심의·의결
- 「국가유공자 등 예우 및 지원에 관한 법률」 제78조제1항에 따른 보상정지 기간 및 보상의 정도에 관한 사항의 심의·의결
- 「국가유공자 등 예우 및 지원에 관한 법률」 제79조제1항제5호에 해당하는 사람에 대한 법 적용 대상 제외 여부 및 같은 조 제3항에 따른 법 적용 대상자로의 결정 여부에 관한 사항의 심의·의결
- 국가유공자 등의 등록 요건에 관한 심사 기준의 정립에 관한 사항의 심의·의결
- 그 밖에 다른 법령에서 보훈심사위원회의 소관으로 규정한 사항의 심의·의결

## 연혁
- 1962년 12월 24일: 원호처 소속으로 원호정지심사위원회 설치.[4]
- 1963년 8월 7일: 원호위원회로 개편.[5]
- 1985년 1월 1일: 국가보훈처 소속 보훈심사위원회로 개편.[6]
- 2023년 6월 5일: 국가보훈부 소속으로 변경.[7]

## 조직

### 위원
- 120명 이내의 위원으로 구성하되, 위원장 1명을 포함한 상임위원은 5명 이내로 한다.[8]
- 상임위원은 국가보훈처장의 제청으로 대통령이 임명하고, 비상임위원은 국가보훈처장이 위촉한다.[9]
- 위원의 임기는 3년이며 한 차례만 연임이 가능하다.[10]
- 업무의 효율적 수행을 위해 분야별료 6개 이내의 분과위원회를 두거나[11] 전문위원회를 구성할 수 있다.[12]

### 하부조직
사무국
- 심사제1과[14]
- 심사제2과[14][15]
- 심사제3과[16]
- 심사제4과[16]